# Ханс Бернд Гизевиус
Ханс Бернд Гизевиус (на немски: Hans Bernd Gisevius) е германски дипломат и разузнавач, участвал в опита за убийство на фюрера Адолф Хитлер от 20 юли 1944 г.

## Биография
Роден е в благородно семейство на пруски офицер. Образованието си получава у дома, а след това, между 1924 и 1928 г., в юридическите факултети в Марбург, Берлин и Мюнхен. През 1933 г. той се присъединява към Министерството на вътрешните работи на Прусия, а скоро след това се премества в отдела на Гестапо. Той поддържа близки приятелства с Ялмар Шахт, Ханс Остер и Артур Небе. Стига до заключението за опасността, до която може да стигне Германия, водейки война на два фронта, и става противник на агресивната външна политика на нацистите. Той е противник на милитаризма.

### Втората световна война
По време на полската кампания през 1939 г., полага усилия да отиде в службата в Абвер, под командването на адмирал Вилхелм Канарис, който също е таен противник на Адолф Хитлер. Канарис го изпраща на служба като вицеконсул в германското консулство в Цюрих, където Гизевиус установява контакти с представители на Ватикана и Ален Далес през 1943 г. След завръщането си от Швейцария, той попада под подозрението на Гестапо, но все пак е освободен след дълги разпити.
Разбирайки за провала на заговора от 20 юли, и осъзнавайки неизбежността за ареста му, Гизевиус се скрива в дома на съпругата си, швейцарска гражданка Герда Вог, а през януари 1945 г. още преди края на войната, тайно преминава в Швейцария, където се предава на властите там.

### След края на Втората световна война
Гизевиус е един от ключовите свидетели на Нюрнбергските процеси, където свидетелства срещу Херман Гьоринг и други нацистки лидери, като в същото време защитава Вилхелм Фрик и Ялмар Шахт.
В началото на 1950-те години за кратко време той живее в САЩ, но след това се връща в Европа, и до смъртта си живее ту в Западна Германия, ту в Швейцария.

### Памет
В съвременна Германия, Гизевиус е считан за една от най-видните фигури на антихитлеристката съпротива.